# Pskowskoje (Kaliningrad, Osjorsk, Bagrationowo)
Pskowskoje (russisch Псковское, deutsch Königlich Pogrimmen, 1928–1938 Pogrimmen, 1938–1945 Grimmen [Ostpr.]) ist ein Ort in der russischen Oblast Kaliningrad im Rajon Osjorsk. Der Ort ist offenbar verlassen oder an einen Nachbarort angeschlossen.
Der Ort ist nicht zu verwechseln mit dem gleichnamigen zwei Kilometer südöstlich gelegenen Ort Pskowskoje (dt. Friedrichsberg).

## Geographische Lage
Pskowskoje liegt an dem kleinen Fluss Wika (Wiek) und ist über eine Stichstraße zu erreichen, Zu erreichen ist Ossipenko über eine Stichstraße, die in Porchowskoje (Kermuschienen, 1938–1945 Fritzenau) – an der Kommunalstraße 27K-177 zwischen Osjorsk und Gawrilowo ihren Ausgang nimmt und über Krasny Bor (Kellmienen, 1938–1945 Kellmen) und Ossipenko ((Adlig) Pogrimmen/Grimmen) nach Pskowskoje führt.
Ein Bahnanschluss besteht nicht mehr, seit die Bahnstrecke Insterburg–Lyck mit der Bahnstation in Wikischken (1938–1945 Wiecken) nach 1945 in ihrem sowjetischen Abschnitt nicht mehr aktiviert wurde.

## Geschichte
Die Landgemeinde Königlich Pogrimmen gehörte seit 1874 zum neu gebildeten Amtsbezirk Wilhelmsberg im Kreis Darkehmen. Im Jahr 1910 zählte sie 115 Einwohner. Im Jahr 1928 wurde der benachbarte Gutsbezirk Adlig Pogrimmen (russisch heute Ossipenko) mit Königlich Pogrimmen zur neuen Landgemeinde Pogrimmen zusammengeschlossen. Diese zählte 1933 insgesamt 260, 1939 dann 262 Einwohner. Zuvor erhielt Pogrimmen am 3. Juni 1938 – mit amtlicher Bestätigung vom 16. Juli 1938 – den politisch-ideologisch so gewollten neuen Namen „Grimmen (Ostpr.)“.
Im Januar 1945 wurde (Po)grimmen von der Roten Armee besetzt. Die neue Polnische Provisorische Regierung ging zunächst davon aus, dass der Ort mit dem gesamten Kreis Darkehmen (Angerapp) unter ihre Verwaltung fallen würde. Im Potsdamer Abkommen (Artikel VI) von August 1945 wurde die neue sowjetisch-polnische Grenze aber unabhängig von den alten Kreisgrenzen anvisiert, wodurch der Ort unter sowjetische Verwaltung kam. Die polnische Umbenennung des Ortes in Gromy im Juli 1947 wurde (vermutlich) nicht mehr wirksam. Im November 1947 erhielten die ehemaligen Orte Adlig Pogrimmen und Königlich Pogrimmen (als Pogrimmen) wieder eigenständig die russischen Namen Ossipenko bzw. Pskowskoje. Gleichzeitig wurde Pskowskoje dem Dorfsowjet Bagrationowski selski Sowet im Rajon Osjorsk zugeordnet. Im Jahr 2002 wurden dort vier Einwohner gezählt. Von 2008 bis 2014 gehörte Pskowskoje zur Landgemeinde Gawrilowskoje selskoje posselenije. Im Jahr 2010 wurden dort sieben Einwohner gezählt. Von 2015 bis 2020 gehörte der Ort zum Stadtkreis Osjorsk.

## Kirche
Adlig und Königlich Pogrimmen, danach auch Pogrimmen bzw. Grimmen, waren bis 1945 mit ihrer überwiegend evangelischen Bevölkerung in das Kirchspiel Wilhelmsberg (seit 1946 russisch: Jablonowka) eingepfarrt. Es gehörte zum Kirchenkreis Darkehmen (1938–1946 Angerapp) in der Kirchenprovinz Ostpreußen der Kirche der Altpreußischen Union. Letzter deutscher Geistlicher war Pfarrer Johannes Schenk.
Während der Zeit der Sowjetunion unterlag alle kirchliche Arbeit einem staatlichen Verbot. So entstanden in den 1990ern erst wieder evangelische Gemeinden in der Oblast Kaliningrad. Die Pskowskoje am nächsten gelegene Gemeinde ist die in Kadymka (Eszerningken/Escherningken, 1938–1946 Eschingen), die sich in die neugebildete Propstei Kaliningrad der Evangelisch-Lutherischen Kirche Europäisches Russland (ELKER) eingliederte und zur Kirchenregion (Pfarrsprengel) der Salzburger Kirche in Gussew (Gumbinnen) gehört.